# Gunnar Danielson (generaldirektör)
Gunnar Harald Danielson, född  25 december 1921 i Magra församling, Älvsborgs län, död 10 juli 2011 i Järfälla, var en svensk jurist och generaldirektör.

## Biografi
Danielson tog studenten som privatist vid Hermods, blev juris kandidat vid Lunds universitet 1948, genomförde tingstjänstgöring 1949–1951, blev fiskal i Hovrätten över Skåne och Blekinge 1952, assessor 1960, lagbyråchef på Socialdepartementet 1960, tillförordnad expeditionschef 1964 och rättschef 1967. Han var slutligen generaldirektör i Arbetarskyddsstyrelsen 1972–1986. Han var även sekreterare i andra lagutskottet 1958, särskilda utskottet 1959 och sakkunnig på Socialdepartementet 1958–1959. 
När Danielson anställdes i Socialdepartementet låg man i startgroparna för att fullfölja resultatet av 1957 års folkomröstning i ATP-frågan och Danielson tog del i det arbete som resulterade i 1962 års lag om allmän försäkring. Han var som rättschef i departementet med om att konstruera en rad andra sociala reformer. Han var bland annat en drivande kraft när det gällde att modernisera den gamla arbetarskyddsorganisationen och arbetarskyddslagstiftningen och ordförande i arbetsmiljöutredningen 1970–1976 inför antaget av arbetsmiljölagen.
När Danielson 1972 utnämndes till generaldirektör i Arbetarskyddsstyrelsen, numera Arbetsmiljöverket, tog han med sig ordförandeskapet i arbetsmiljöutredningen och ledde projekt för reformer på arbetsmiljöområdet. Som generaldirektör genomförde han ett nytt tänkande inom hela organisationen och när han avgick med pension hade antalet anställda flerfaldigats.
Danielson kämpade målmedvetet för en kraftig utbyggnad av företagshälsovården. Under hans tid inkorporerades forskningen på arbetsmiljöområdet i Arbetarskyddsstyrelsen. Danielson fick med tiden en framträdande internationell ställning på arbetsmiljöområdet. När han slutat som generaldirektör arbetade han under ett år i Arbetsmarknadsdepartementet med uppgift att föra den elfte världskongressen om arbetsolycksfall och yrkessjukdomar på Älvsjömässan i hamn.
Danielson behöll livet ut kontakten med sin hembygd. Han var aktiv i Bjärke hembygdsförening och författade för denna boken Dansbanor i långa banor, Livat liv i Bjärke under hundra år. Gunnar Danielson är begravd på Magra kyrkogård.